# کهنه رباط
بقایای کهنه رباط مربوط به دوره ایلخانی - دوره تیموریان است و در شهرستان اسفراین، بخش مرکزی، دهستان آذری، ۱۰۰ متری شرق روستای جوشقان واقع شده و این اثر در تاریخ ۱۸ شهریور ۱۳۸۷ با شمارهٔ ثبت ۲۳۱۸۵ به‌عنوان یکی از آثار ملی ایران به ثبت رسیده است.